# Half of My Heart
»Half of My Heart« je pesem ameriškega pevcaalternativnega rocka Johna Mayerja ob spremljavi ameriške country-pop pevke Taylor Swift. Je tretji singl iz Mayerjevega albuma iz leta 2009, Battle Studies.

## Glasba in besedilo
Pesem »Half of My Heart« vsebuje več pop rock zvoka, kot prejšnje pesmi Johna Mayerja. Njegovi prejšnji albumi so vsebovali blues in akustični rock, posebej njegov album iz leta 2006, Continuum. Je tudi zelo brezskrbna, pesem, na katero se da peti.
Besedilo pesmi sta pela oba, John Mayer in Taylor Swift; Taylor Swift je z Johnom Mayerjem zapela refren pesmi. Besedilo govori o duetu, ki se ljubita s polovico svojih src, druga polovica src pa jima pravi, da se ne ljubita zares in ne moreta obdržati ljubezni drug do drugega.
John Mayer je preko Twitterja že marca leta 2009 napisal, da si želi posneti s Taylor Swift: »Zbudil sem se z idejo o pesmi, ki mi ni želela izginiti iz glave. Zdaj je tam že tri dneve zapored. To pomeni, da je dovolj dobra za to, da jo končam,« je napisal. »Imenuje se 'Half of My Heart' in zelo si jo želim zapeti s Taylor Swift. Bila bi ubijalska Stevie Nicks v mojem kontrastu s pesmijo Toma Pettyja.«
Pesem je bila prvič predvajana v televizijskem intervjuju John Mayer: On the Record with Fuse (ki je izšel na kanalu Fuse), kjer je spraševalec Johna Mayerja vprašal, zakaj je za duet prosil ravno Taylor Swift, glede na to, da je ona stara devetnajst let, on pa dvaintrideset. Na to pa se je odzval s tem, da je povedal, da je na snemanje ni povabil samo zato, da bi prodal več kopij, saj ima Taylor Swift veliko oboževalcev, ki bi si album kupili samo zato, ker je na njem ta pesem. 
Kasneje so posneli novo verzijo pesmi, ki ni vključevala Taylor Swift. Vključevala je tudi drugačno instrumentacijo. Alternativna verzija te verzije pesmi je bila posneta za videospot, ki je vključeval tudi Taylor Swift, čeprav se slednja ne pojavi v njem.

## Dosežki na lestvicah
Pesem »Half of My Heart« se je na Billboardovi glasbeni lestvici Hot Adult Top 40 Tracks najprej uvrstila na devetindvajseto mesto 8. maja 2010. S tem je pesem postala štirinajsta pesem Johna Mayerja, ki se je uvrstila na to lestvico. Pesem je ob izidu albuma Johna Mayerja, Battle Studies, dosegla tudi petindvajseto mesto na lestvici Billboard Hot 100. Po dveh tednih je izpadla iz lestvice Hot 100, kakorkoli že, nato se je ponovno uvrstila na oseminosemdeseto mesto lestvice in nazadnje dosegla štiriintrideseto mesto.
| Lestvica (2009 – 2010)            | Dosežek |
| --------------------------------- | ------- |
| ARIA                              | 95      |
| Canadian Hot 100                  | 53      |
| Mega Single Top 100               | 42      |
| Dutch Top 40                      | 15      |
| U.S. Billboard Hot 100            | 25      |
| U.S. Billboard Pop 100            | 22      |
| U.S. Billboard Adult Contemporary | 7       |
| U.S. Billboard Adult Pop Songs    | 2       |
| U.S. Rock Songs (Billboard)       | 44      |

### Certifikacije
| Država                  | Certifikacija |
| ----------------------- | ------------- |
| Združene države Amerike | Zlato         |